# Heliohebe raoulii
Heliohebe raoulii là một loài thực vật có hoa trong họ Huyền sâm. Loài này được (Hook. f.) Garn.-Jones mô tả khoa học đầu tiên năm 1993.